# Яблунів (Івано-Франківський район)
Яблунів – село Більшівцівської селищної громади Івано-Франківського району Івано-Франківської області.

## Розташування
Село Яблунів розташоване в улоговині у північно-східній частині Івано-Франківської області. Центральна частина поділяється на Гнилецький, Дрищівський і Польський кути. Межує село з Тернопільською областю. Відстань від Галича 20 км, від Івано-Франківська — 45 км. Населення — 896 осіб. Це мальовничий куточок в серці західної України.

## Історія
Згадується 2 січня 1441 року у книгах галицького суду.
У податковому реєстрі 1515 року в селі документується піп (отже, вже тоді була церква) і 5 ланів (близько 125 га) оброблюваної землі.
У 1939 році в селі проживало 1370 мешканців (1240 українців, 10 поляків, 110 латинників, 10 євреїв).
Колишній місцевий колгосп ім. В.Стефаника мав 1390 га орної землі, спеціалізувався на розведенні птиці (курей). Станом на 01.01.2012 року на його базі діє СГВК ім. В. Стефаника. Основні культури — озима пшениця, цукровий буряк, картопля й овочі.
У селі здавна були розвинуті індивідуальні народні промисли — гончарство, кераміка, шевське ремесло, представником якого в 1950—1990 р.р. був корінний житель с. Ябунів Григорій Дрибуленда.

## Сьогодення
Є в селі ЗОШ I ст..

## Уродженці
- Гладковський Михайло Йосипович-«Дуб» — кущовий провідник ОУН (1944—1946), старший вістун УПА; відзначений Золотим хрестом бойової заслуги 1 класу (25.07.1950)